# Shabazz Palaces
Gli Shabazz Palaces sono un duo hip hop statunitense di Seattle composto da Ishmael Butler (noto precedentemente come Butterfly dei Digable Planets) e lo strumentista Tendai Maraire.
Attivo dal 2009, il duo pubblica due EP che, pur senza promozioni, ottengono una ricezione positiva da parte dei critici: l'anno seguente, gli Shabazz Palaces diventano i primi artisti hip hop a firmare per l'etichetta indie rock Sub Pop. Black Up è il primo album in studio del duo, prodotto nel 2011: secondo la rivista Prefix, è il migliore disco dell'anno. Segue Lese Majesty (2014), altro lavoro accolto dal plauso universale della critica.

## Discografia
Album in studio
- 2011 – Black Up
- 2014 – Lese Majesty
- 2017 – Quazarz: Born on a Gangster Star
- 2017 – Quazarz vs. The Jealous Machines
- 2020 - The Don of Diamond Dreams
- 2023 - Robed In Rareness
- 2024 - Exotic Birds of Prey

EP
- 2009 – Shabazz Palaces
- 2009 – Of Light
- 2012 – Live at KEXP

Album live
- 2011 – Live At Sasquatch 2010
- 2011 – Live At Third Man Records